# Japán izoláció

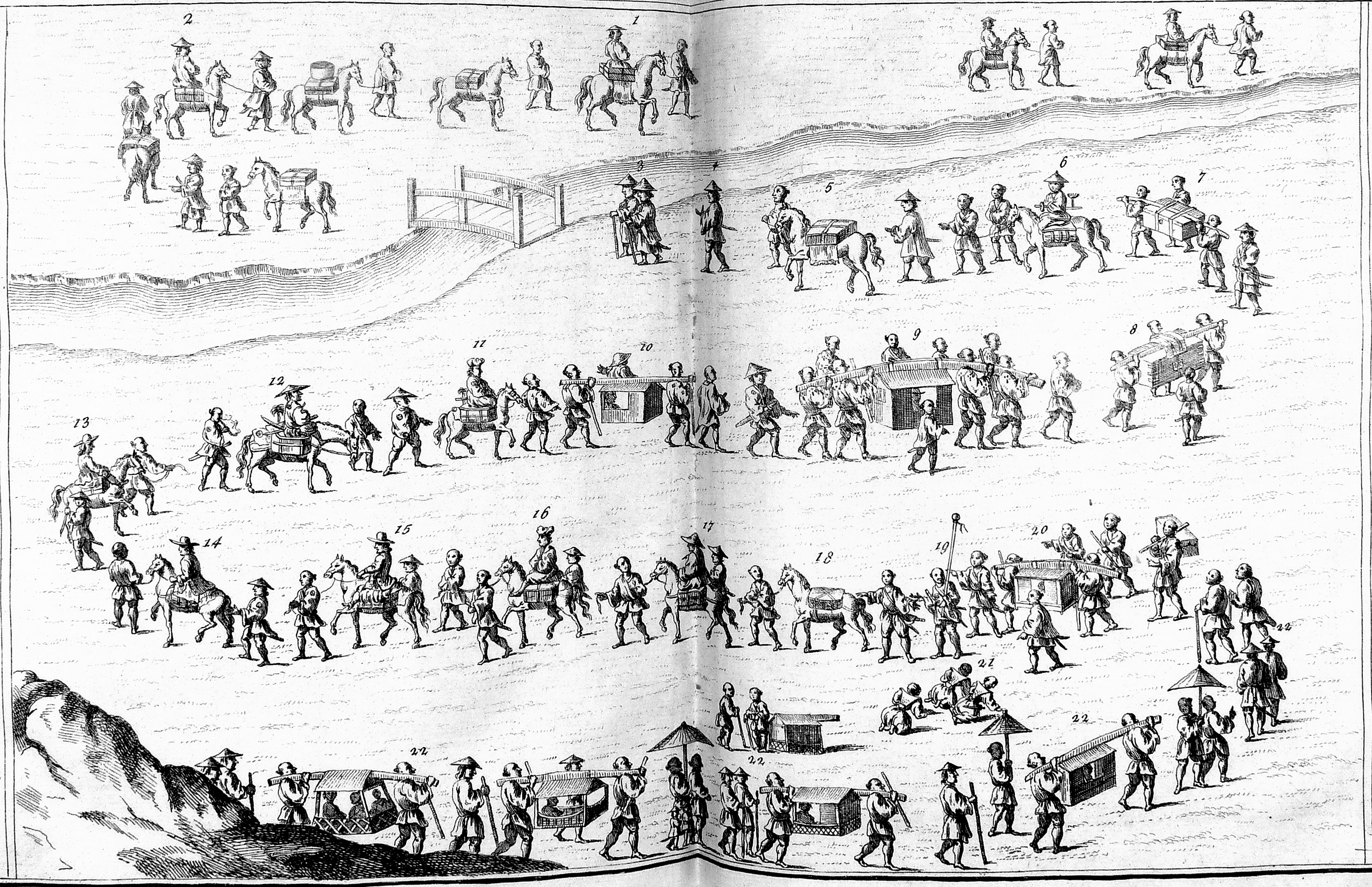
A Holland Kelet-indiai Társaság követsége útban Edo felé

Japán elzárkózása a külvilágtól (szakoku japánul:鎖国, Hepburn-átírással: sakoku) a Tokugava-sógunátus politikai döntése volt. Az izoláció 1639-től 1854. március 31-ig, a kanagavai egyezmény aláírásáig tartott. A japán történészek ma inkább a kaikin japánul:海禁, kikötők lezárása) elnevezést használják. Ebben a több mint 200 évig tartó békés időszakban felvirágzott a japán művészet és kultúra, a haiku kifinomult formát ért el, a teaszertartás és az ikebana művészi szintre emelkedett, a Nó, a Kabuki és az ukijo-e kiteljesedett, létrejött a vaszan, hagyományos japán matematika.

## Előzmények

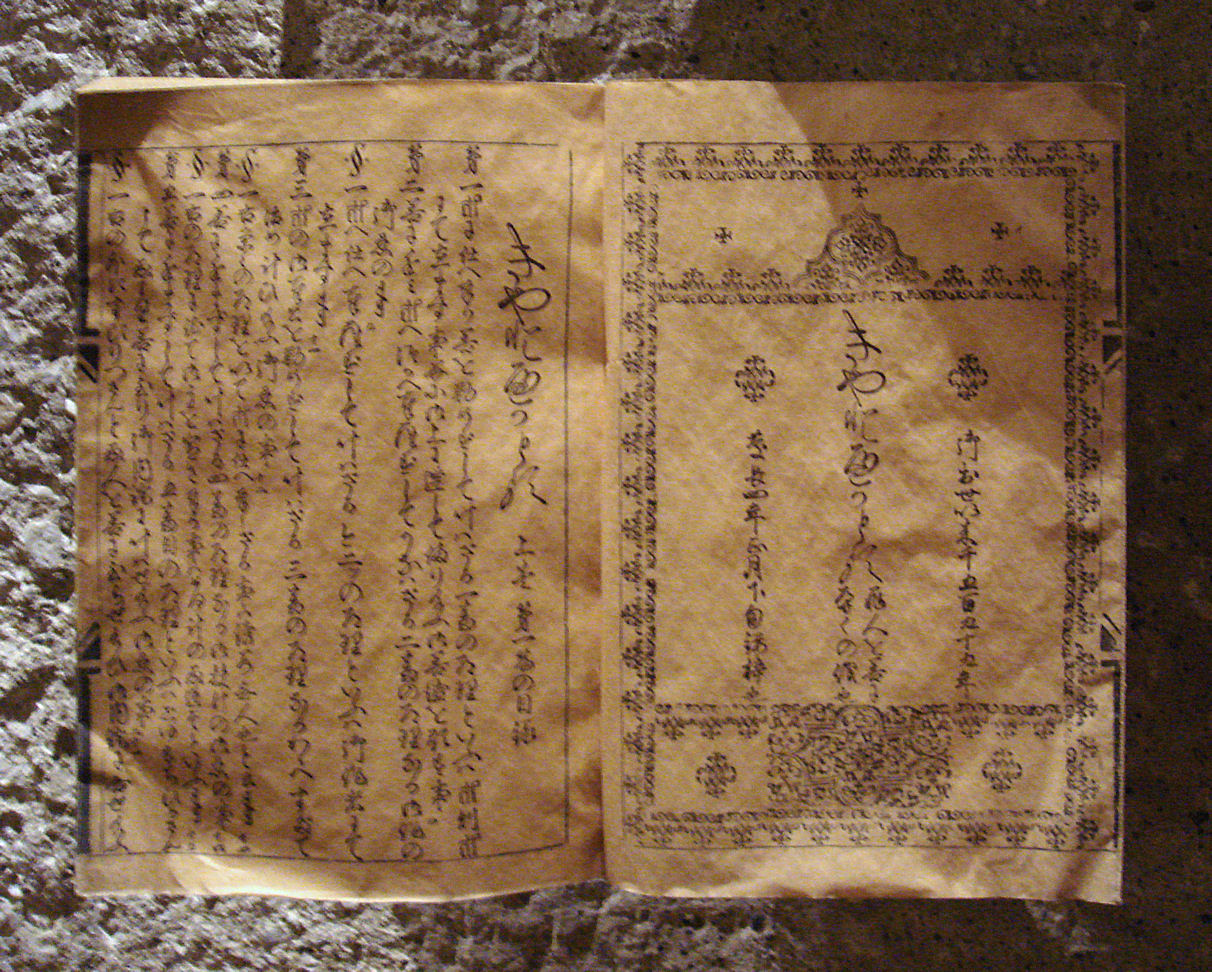
Japán keresztény könyv a 16. századból

A portugál kereskedőkkel misszionáriusok (portugál és később spanyol jezsuiták, domonkosok, ferencesek és ágostonosok érkeztek Japánba. A 16. század második felétől sikeresen térítettek Kiotó környékén, Kanszaiban (Kinki régió), néhány daimjó keresztény lett. 1582-ben megközelítőleg 150 000 volt a japán keresztények (kuriszucsan) száma és 200 templom működött. Kína nem kereskedett Japánnal, a portugálok hozták be a nyersselymet, és adták el a japán ezüstöt Kínában. A daimjók is részesedni akartak a kereskedelem hasznából, és saját kikötőikbe irányították a befutó hajókat. Oda Nobunaga és Tojotomi Hidejosi egyelőre megtűrték a szerzeteseket, akik tolmácsként is működtek, s nélkülözhetetlennek tűnt szerepük. Amikor megjelentek a spanyol, holland és angol kereskedők, elkezdődött a versengés. A hollandoknak nem volt kereskedelmi lerakata Kína területén, nem tudtak selymet hozni Japánba. Hajóik kalóztámadásokat hajtottak végre a portugál hajók ellen. A portugálok panasszal éltek, és a japán kormány válaszul betiltotta a kalózkodást a japán felségvizeken. A sógun attól tartott, hogy az anyaországok is beavatkoznak majd a konfliktusba, s ezért szigorúbb szabályok alá helyezték a déli barbárokkal (portugálok) és a vörös hajú barbárokkal (hollandok) való kapcsolattartást. Fennállt továbbá az a veszély, hogy a szerzetesek beleavatkoznak a politikába a keresztény daimjókon keresztül. Elterjedt az a hír is, hogy a Portugál Királyság és a Spanyol Királyság hittérítőkkel készítette elő a gyarmatosítást. A kereszténység veszélyt jelentett Japán vallási–ideológiai és területi egységére, valamint függetlenségére. Tojotomi Hidejosi 1587-ben betiltotta a keresztény vallás gyakorlását, és elrendelte a misszionáriusok kiutasítását, de nem kényszerítette ki a rendelet betartását.

## A külfölddel fenntartott kapcsolatok korlátozása

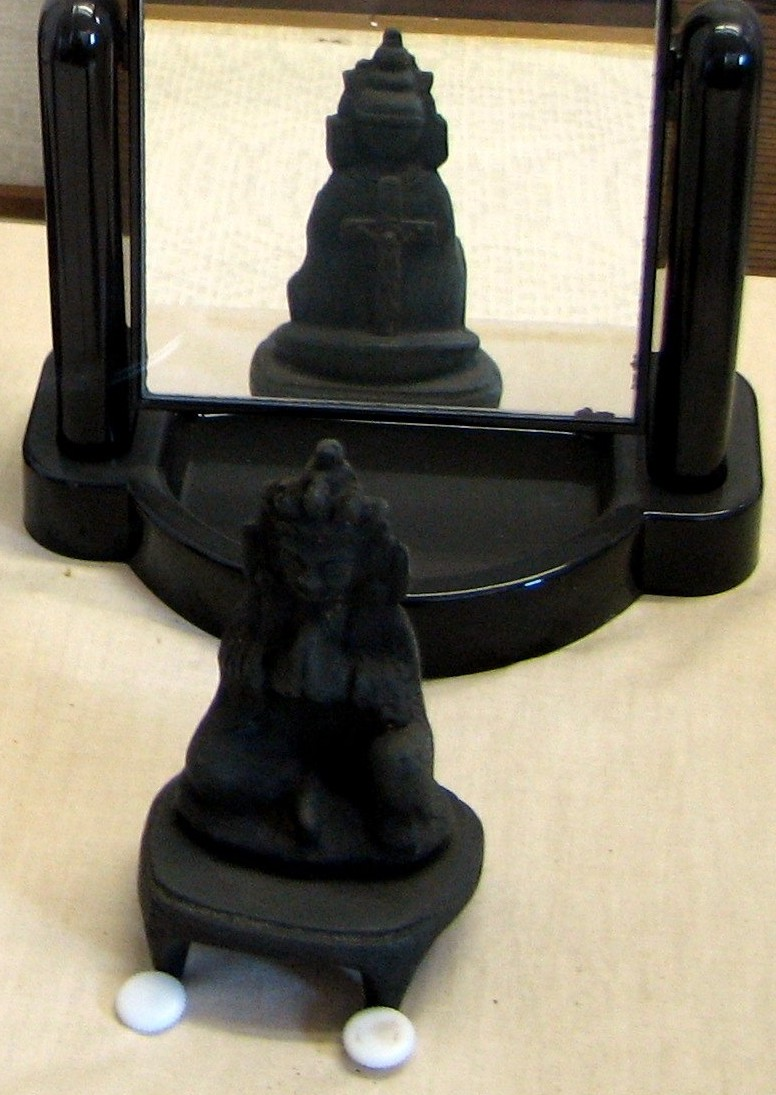
Buddha-szobor hátulján rejtett kereszt

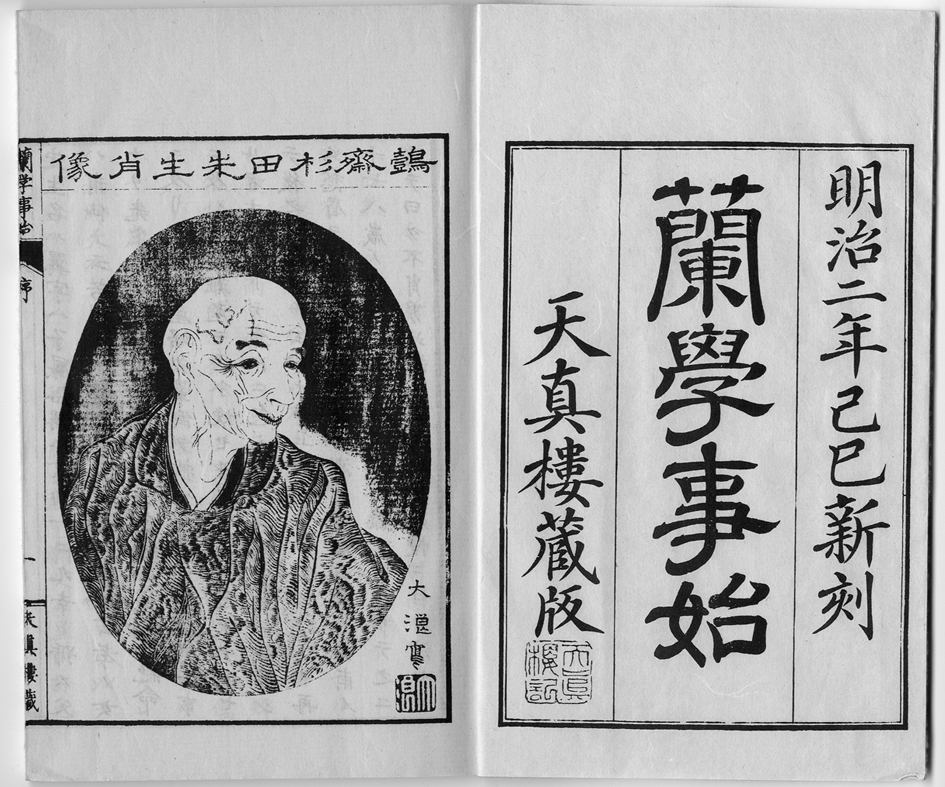
A Rangakukoto hadzsime első kiadása (1869)

1614. január 27-én ediktum tiltotta be a keresztény vallás gyakorlását. Kiutasították a misszionáriusokat és a keresztény japánokat. A rendeletet szigorúan betartották, sokan elmenekültek, vagy elrejtőztek az üldözés elől. 1621-ben csak külön útlevéllel utazhattak japánok külföldre idegen hajón. Majd nemsokára tilos volt elhagyni az országot. 1639-ben a japán anyától és külföldi apától született gyerekeknek el kellett hagyniuk az országot.
A portugálokat a Dedzsima szigetre telepítették 1636-ban. A simabarai felkelést leverték, de kiderült a sógunátus katonai erejének nem sejtett gyengesége. 1639-ben végleg kiutasították a portugálokat azzal a váddal, hogy segítették a simabarai felkelőket. A külföldön tartózkodó japánokat válaszút elé állították, vagy végleg hazatérnek, vagy megszakad kapcsolatuk az anyaországgal.
A protestáns hollandok nem misszionáltak, s a Holland Kelet-indiai Társaság maradt az egyetlen engedélyezett európai kereskedelmi partner Japánban (az angolok 1623-ban önként visszavonultak. A Társaság kereskedelmi telepét Hiradóból Dedzsima szigetre, Nagaszaki kikötőjébe helyezték át. A sógunátus csak Csoszonnal és a Rjúkjúi Királysággal tartott fenn diplomáciai kapcsolatot. Kínával (közvetítőkön keresztül) és a hokkaidói ajnukkal csak kereskedelmi kapcsolatban álltak. A holland kereskedők tisztelgő küldöttsége minden évben elvitte az ajándékot Edóba, a sógun udvarába, hogy megköszönje azt a privilégiumot, hogy kereskedhet Japánnal.
A sógunátus ellenőrzése alá vonta a külkereskedelmet. A szabadkereskedelem megszűnt, az árukat előre meghatározott áron szabadott csak eladni, az import- és exportáruk árát maximálták. A hollandok főleg nyersselyemmel kereskedtek, lakkárukat, imari-porcelánt és teát exportáltak Jakartába vagy Európába.
A 17. században jelentős volt Japán nemesfém exportja. A japán ezüst és arany fontos szerepet játszott Kelet-Ázsia pénzgazdálkodásában. Az Ivami Ginzan ezüstbánya termelése 1533-ban kezdett fellendülni, amikor Koreából új, olvasztásos eljárást vettek át az arany és ezüst finomítására. Az ezüstbánya adta a 17. századi ezüsttermelés 10 százalékát. Egy 1599-ben készült antwerpeni térképen Argenti fordinae néven szerepelt.
Dedzsimán keresztül holland és európai kulturális hatás érte Japánt. A legkülönbözőbb műszerek, gyógyszerek, olajfestmények, térképek, földgömbök, ritkaságnak számító tárgyak érkeztek Japánba. Tokugava Josimune 1720-ban megengedte a tudományos művek behozatalát, de a kereszténységgel foglalkozó könyveket továbbra is kitiltották. Dedzsimán japán tolmácsok is dolgoztak, akik jól ismerték a holland nyelvet. Ők látták el a kereskedelmi adminisztrációt, és később ők fordították le az első holland könyveket japán nyelvre.
Szugita Genpaku orvos és tudós lefordította Johann Adam Kulmus német anatómia professzor könyvét, az  Ontleedkundige Tafelen-t Kaitai Sinso (Az anatómia új könyve) címen, ami 1774-ben jelent meg. Genpaku a japán nyelvben addig nem létező anatómiai elnevezéseket alkotott, amelyek közül néhány a mai napig használatos (sinkei 神経 – idegek, dómjaku 動脈 – verőér, sodzsomaku 処女膜 – szűzhártya). Genpaku megírta Időskori emlékezéseit Rangakukoto hadzsime címmel, s ennek nyomán került a köztudatba a rangaku kifejezés (ran/oranda: Hollandia, gaku: ismeretek, tanulmányok), azaz a holland nyelven hozzáférhető ismeretek, holland tanulmányok.
Az izoláció az 1854. március 31-én aláírt kanagavai egyezménnyel ért véget, amely megnyitotta Simoda és Hakodate kikötőket az amerikai hajók előtt.